# Onthophagus intermixtus
Onthophagus intermixtus là một loài bọ cánh cứng trong họ Bọ hung (Scarabaeidae).